# Horoskop

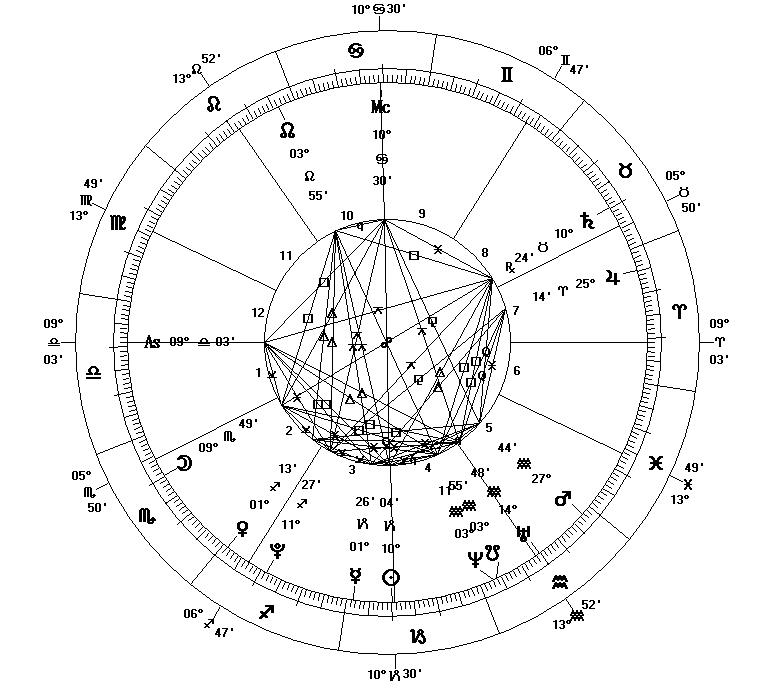
Moderní horoskop

Horoskop je astrologická tabulka nebo diagram (obrazec) zachycující postavení nebeských těles pro daný okamžik a konkrétní místo na Zemi. Původ slova je odvozován z řeckého horoskopos (= znamení času).

## Historie

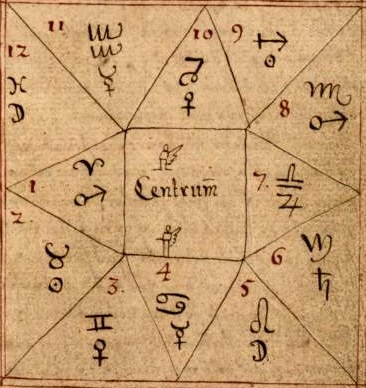
Historický horoskop z 18. století

Babylónští kněží-astrologové jsou považováni za první, kdo rozdělili roční pouť Slunce zvěrokruhem mezi dvanáct souhvězdí, či spíše astrologická znamení po 30°. Je jim připisováno také sestavení prvních horoskopů. Nejstarší dochovaný horoskop je diagram z r. 410 př. n. l. Jedná se o horoskop syna babylónského panovníka Šuma Usa, který se narodil 29. dubna 420 př. n. l.
Kolem roku 200 př. n. l. se v helénské astrologii náhle prosadil nový systém tvorby horoskopů, který významným způsobem rozšířil původní systém babylónský. Nový systém se objevil náhle a ustálil se během půl století, což vede k závěrům, že byl pravděpodobně dílem jedince (za něhož lze považovat legendárního Herma Trismegista) či neznámé malé astrologické školy. Tento systém ustálil sestavování horoskopů prakticky v podobě, jaká se dochovala dodnes (zavedla systém domů, aspekty, používala sedm klasických astrologických planet apod.), i když v pozdější arabské a západní astrologické tradici doznal výrazných modifikací.

## Prvky horoskopu
V západní astrologické tradici se pro sestavení horoskopu počítá s různými prvky:
- astrologické planety
- zvěrokruh
- astrologické domy
- ascendent a descendent
- aspekty (vzájemné úhly mezi prvky)
- medium coeli a imum coeli
- stálice (fixní hvězdy)
- asteroidy
- citlivé (tzv. Arabské) body
- další astrologické body (lunární uzly, Černá Luna apod.)

## Podmínky pro sestavení horoskopu
K sestavení přesného horoskopu události se pracuje s postavením planet na obloze v příslušném místě a v příslušném času události. Pro sestavení horoskopu je proto nezbytné znát:
1. přesné určení místa – zeměpisná šířka a zeměpisná délka místa události. V mundánní astrologii se pro výpočty horoskopů státních celků uvažuje se souřadnicemi hlavního města příslušného územního celku nezávisle na jeho poloze v rámci jeho teritoria.
2. co možná nejpřesnější určení času – pro přepočet místního času na hvězdný čas je zapotřebí znát také časový posun proti univerzálnímu času v době události. Čím přesnější časový údaj je při sestavování horoskopu k dispozici, tím přesnější horoskop lze sestavit.

Obě tyto veličiny se dosazují do rovnic pro výpočet prvků horoskopu (postavení planet v horoskopu, osy horoskopu, domy horoskopu). Není-li některý z těchto údajů znám, používá astrologie pro jejich zpětné dopočítání některé rektifikační metody. Rektifikace horoskopu se u různých astrologických směrů liší a vždy závisí na přesnosti dalších známých údajů o zkoumaném subjektu (údaje ze života a činnosti).

## Planety
Západní astrologický symbolismus považuje za astrologické planety také Slunce a Měsíc (v astrologii častěji označován jako Luna). Do novověkých astronomických objevů nových planet sluneční soustavy (Uran, Neptun, Pluto) pracoval astrologický systém se sedmi klasickými planetami (Slunce, Luna, Merkur, Venuše, Mars, Jupiter a Saturn). Po těchto objevech absorboval a zapracoval také tato nová tělesa, označovaná jako transsaturnská.
|  | Slunce  |  | Luna   |  | Merkur |  | Venuše |  | Mars  |
|  | Jupiter |  | Saturn |  | Uran   |  | Neptun |  | Pluto |

## Zvěrokruh
Naprostá většina západních astrologů pracuje s tropickým zodiakem rozděleným na dvanáct stejně velkých úseků (astrologických znamení) po 30°. Výchozím bodem pro první znamení astrologického zvěrokruhu (Berana) je jarní bod.
Pro potřeby interpretace dělí Západní astrologie v souladu se svými hermetickými kořeny znamení zvěrokruhu podle několika kritérií:
1. dělení na mužská a ženská znamení
2. dělení podle 4 základních živlů na ohnivá, zemská, vzdušná a vodní znamení
3. dělení na základní (kardinální), pevná (fixní) a pohyblivá (mutuální) znamení

|  | Ohnivá znamení |  | Zemská znamení |  | Vzdušná znamení |  | Vodní znamení |
|  | -------------- |  | -------------- |  | --------------- |  | ------------- |
|  | Beran          |  | Býk            |  | Blíženci        |  | Rak           |
|  | Lev            |  | Panna          |  | Váhy            |  | Štír          |
|  | Střelec        |  | Kozoroh        |  | Vodnář          |  | Ryby          |

### Siderický zvěrokruh a reálné polohy planet
Výchozím bodem tradičního zvěrokruhu je jarní bod, který se však neustále posouvá oproti souhvězdím díky jevu zvanému precese. Díky tomu je zvěrokruh oproti skutečným polohám souhvězdí na obloze posunut o necelých 30° a tento posun se neustále zvětšuje. Celý tento precesní cyklus trvá přibližně 25 725 let a říká se mu platónský rok. Z tohoto faktu vychází Siderický zvěrokruh, který definuje začátky konce znamení podle toho, kdy jimi prochází Slunce na hvězdné obloze.
Takže například pokud se narodíte 1. dubna a jste tedy Beran, tak Slunce ještě prochází znamením Ryb, což také odpovídá Siderickému zvěrokruhu, který definuje Sideralistická astrologie.

## Domy horoskopu
Domy je v horoskopu nazýváno 12 úhlových výsečí, významově přibližně odpovídajících znamením.
Helénská astrologie používala rovněž dělení horoskopu na osm domů, které bylo později opuštěno. Pravděpodobně bylo odvozeno z ještě staršího přístupu, kdy byl obraz nebeské sféry dělen jen na čtyři „rohové“ domy či podle osmi lunárních fází.

### Dělení kruhu
Dělení kruhu na 8 a 12 dílů má své jisté opodstatnění ve funkci Sinus:
sin 90°= 1/√1 - 4 osy
sin 45°= 1/√2 - 8 lunací (vizuálně lehce rozlišitelné fáze Měsíce)
sin 30°= 1/√4 - 12 novů do roka (cyklus je kratší zhruba o 2 dny)
Žádné jiné celé číslo pod odmocninou nedělí kruh beze zbytku.
Sumerové kolem roku 2000 př. n. l. zavedli šedesátkový systém kombinovaný s desítkovým. Rozdělili kruh na 360°. Od těch dob je počítán čas po šedesáti jednotkách seskupených do 24 hodin. Zajímavě se tento systém kryje s dělením kruhu na 8 a 12 dílů. Tyto díly mají společné body na polygonu o 24 stranách (to je 15° – polovina znamení - 1 hodina).
Zatímco znamení jsou členěním na úrovni oběžné dráhy Země respektive sklonu osy rotace vzhledem k Slunci, domy se vztahují k otáčení Země kolem své osy. Rozdělují horoskop na 12 úseků, počínaje ascendentem (s výjimkou některých metod konstrukce, jako je např. metoda equální, kdy může být ascendent středem prvního domu). V souladu s tímto „přiblížením“ k Zemi jsou domy základem pro individuální výklad horoskopu, zatímco postavení prvků horoskopu ve znameních má v astrologii spíše kolektivní význam. Protože jsou domy vztaženy k otáčení Země kolem vlastní osy, je pro jejich výpočet rozhodující znalost přesného času narození (nebo události, pro kterou se horoskop počítá) a souřadnice polohy místa.
Základem konstrukce domů je rozdělení horoskopu osou ascendent - descendent a osou Medium Coeli - Imum Coeli na čtyři kvadranty; každý kvadrant se dělí na tři astrologické domy. Konstrukce domů je jednou z nejproblematičtějších otázek západní astrologie. Nakreslený horoskop je totiž vlastně projekcí prostorového (sférického) uspořádání do roviny ekliptiky, zatímco domy mají vztah k rovině rovníku; je tedy třeba promítnout domy do roviny ekliptiky, což lze udělat více způsoby. Postupně se uplatnilo asi 26 různých metod konstrukce domů, přičemž některé nelze použít pro oblasti blízko zemských pólů a existuje řada dalších námitek proti každé z nich. Hojně používanými jsou dnes např. metoda Placidova nebo Kochova; transpersonální astrologové mají v oblibě Campanův systém domů.

## Aspekty

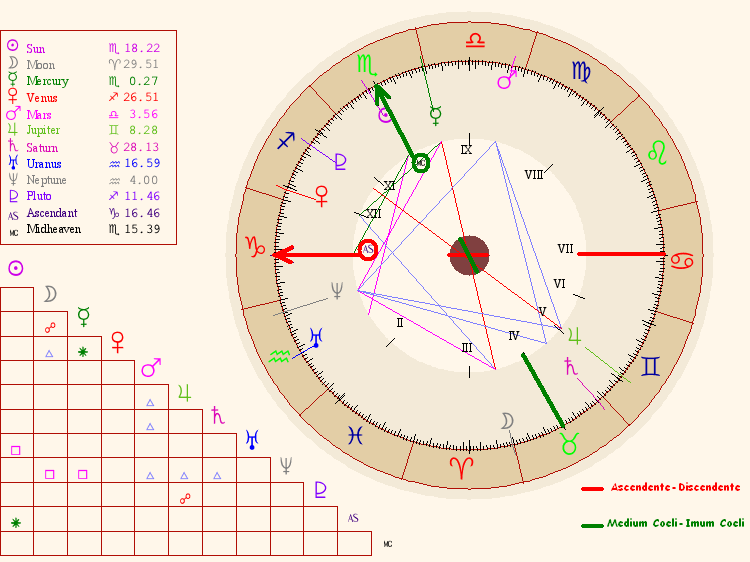
Ukázka nativního horoskopu s tabulkou aspektů

Jako aspekty se označují vzájemné úhly mezi postaveními dvou planet (bodů) v horoskopu. Aspekty jsou odvozovány z vepisování mnohoúhelníků do kruhu a tvoří několik základních řad:
- harmonická (dódekagonální) řada - je odvozena z dvanáctiúhelníku a jejím modulem je úhel 30°
- disharmonická (oktagonální) řada - je odvozena z osmiúhelníku a jejím modulem je úhel 45°
- dynamická (dekagonální) řada - je odvozena z desetiúhelníku a jejím modulem je úhel 36°
- méně často se používají i aspekty nonagonální řady, heptagonální řady a undekagonální řady

V astrologické praxi se nepracuje pouze s exaktními (přesnými) aspekty, ale též s aspekty plaktickými (nepřesnými). Maximální nepřesnost plaktického aspektu se nazývá orbis a závisí na typu aspektu, posuzovaných planetách, typu horoskopu a astrologické škole.

### Hlavní aspekty
|  | Aspekt          | Úhel | Orbis |
|  | --------------- | ---- | ----- |
|  | Konjunkce       | 0°   | 7-10° |
|  | Opozice         | 180° | 7-10° |
|  | Trinus (Trigon) | 120° | 5-8°  |
|  | Kvadratura      | 90°  | 5-8°  |
|  | Sextil          | 60°  | 3-5°  |

### Vedlejší aspekty
|    | Aspekt           | Úhel | Orbis |
| -- | ---------------- | ---- | ----- |
|    | Kvinkunux        | 150° | 1-2°  |
|    | Semikvadratura   | 45°  | 2-4°  |
|    | Seskvikvadratura | 135° | 2-4°  |
|    | Semisextil       | 30°  | 1-2°  |
| Q  | Kvintil          | 72°  |       |
| bQ | Bikvintil        | 144° |       |

## Nevědeckost
Astrologie je označována jako pseudověda. Její pravdivost nebyla nikdy uspokojivě dokázána. Za nevědeckou ji označili například fyzikové Richard Feynman či Stephen Hawking.